# Kaplica cmentarna w Białyninie
Kaplica cmentarna św. Rocha w Białyninie – kaplica cmentarna zlokalizowana na cmentarzu parafialnym we wsi Białynin w województwie łódzkim (powiat skierniewicki).

## Historia i architektura

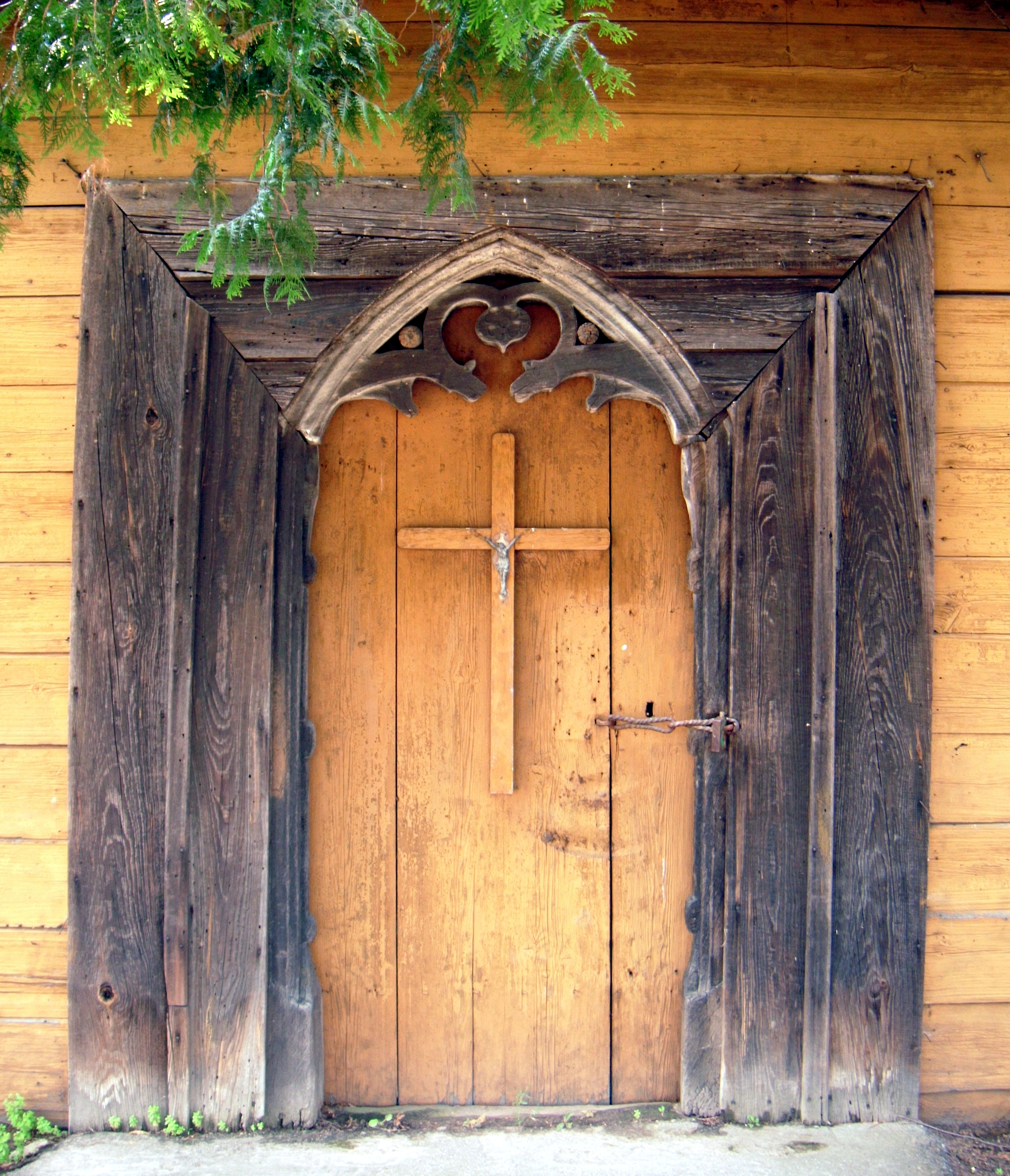
Portal dawnego kościoła modrzewiowego

Nieorientowany, jednoprzestrzenny, drewniany obiekt stoi na osi głównego wejścia do nekropolii, w najwyższym punkcie cmentarza. Jest ustawiony na kierunku zachód-wschód. Zbudowano go w XIX wieku w konstrukcji wieńcowej, na planie prostokąta, z trójbocznie zamkniętą częścią ołtarzową. Jest oszalowany deskami pionowymi z lisicami. Okna znajdują się w ścianach bocznych (po jednym na ścianę). Elewacja frontowa jest symetryczna, jednoosiowa, flankowana dwiema kolumnami dźwigającymi wypuszczony okap z trójkątnym szczytem. Na kalenicy posadowiona jest sygnaturka z arkadowymi otworami zwieńczona ostrosłupowym, sześciobocznym hełmem i krzyżem. Dach jest dwuspadowy, pokryty blachą, z okapem, który wspiera się na kroksztynach.
Gotycki, XVI-wieczny drewniany, ostrołukowy portal z drewna dębowego wbudowany w elewację frontową ma prostokątne obramowanie z maswerkami, na których wyrzeźbiono stylizowane głowy zwierząt. Jest on jedyną pozostałością po dawnej, późnośredniowiecznej, modrzewiowej świątyni stojącej dawniej we wsi (po drugiej stronie szosy), zastąpionej obecnym neoromańskim kościołem z lat 1908–1910. Maswerkowo-przezroczowe zwieńczenie tego portalu zawierające motywy zoomorficzne stanowi wyjątkową pozycję w polskiej późnośredniowiecznej plastyczno-architektonicznej dekoracji drewnianej.
Wnętrze kaplicy przykrywa drewniany strop.

## Galeria

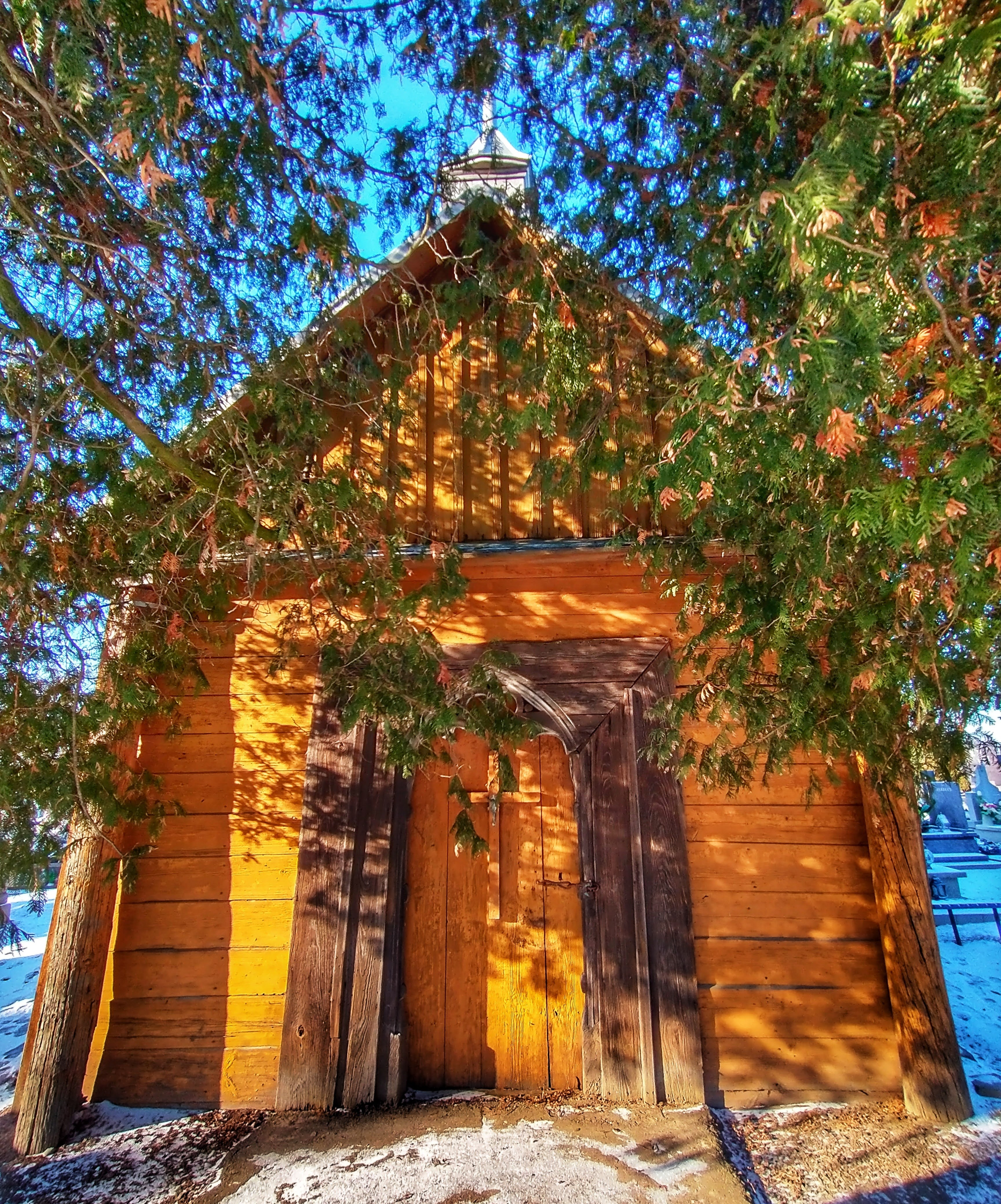
Elewacja główna z portalem
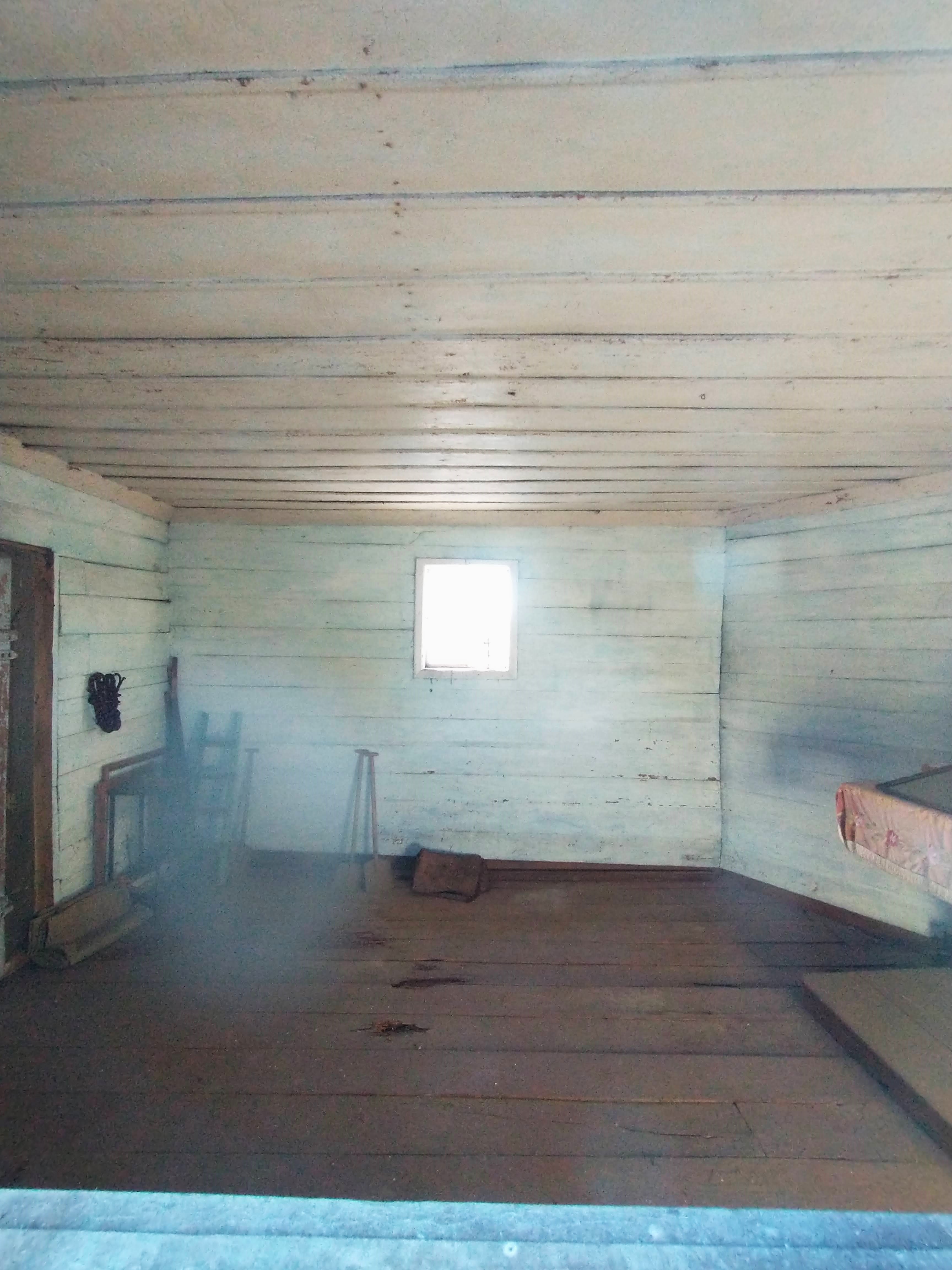
Wnętrze